# Couvrelles
Couvrelles és un municipi francès situat al departament de l'Aisne i a la regió dels Alts de França. L'any 2007 tenia 194 habitants.

## Demografia

### Població
El 2007 la població de fet de Couvrelles era de 194 persones. Hi havia 72 famílies de les quals 20 eren unipersonals (20 dones vivint soles i 20 dones vivint soles), 16 parelles sense fills, 28 parelles amb fills i 8 famílies monoparentals amb fills.
La població ha evolucionat segons el següent gràfic:
Habitants censats

### Habitatges
El 2007 hi havia 89 habitatges, 76 eren l'habitatge principal de la família, 8 eren segones residències i 5 estaven desocupats. Tots els 77 habitatges eren cases. Dels 76 habitatges principals, 45 estaven ocupats pels seus propietaris i 31 estaven llogats i ocupats pels llogaters; 10 tenien una cambra, 5 en tenien dues, 11 en tenien tres, 17 en tenien quatre i 33 en tenien cinc o més. 48 habitatges disposaven pel capbaix d'una plaça de pàrquing. A 31 habitatges hi havia un automòbil i a 39 n'hi havia dos o més.

### Piràmide de població
La piràmide de població per edats i sexe el 2009 era:
| Homes | Edats   | Dones |
| ----- | ------- | ----- |
| 0     | 95 o +  | 0     |
| 0     | 90 a 94 | 0     |
| 4     | 85 a 89 | 0     |
| 0     | 80 a 84 | 4     |
| 4     | 75 a 79 | 4     |
| 0     | 70 a 74 | 0     |
| 0     | 65 a 69 | 4     |
| 0     | 60 a 64 | 0     |
| 0     | 55 a 59 | 0     |
| 12    | 50 a 54 | 4     |
| 0     | 45 a 49 | 8     |
| 12    | 40 a 44 | 8     |
| 0     | 35 a 39 | 4     |
| 16    | 30 a 34 | 4     |
| 0     | 25 a 29 | 28    |
| 0     | 20 a 24 | 8     |
| 4     | 15 a 19 | 0     |
| 4     | 10 a 14 | 12    |
| 4     | 5 a 9   | 8     |
| 12    | 0 a 4   | 16    |

## Economia
El 2007 la població en edat de treballar era de 137 persones, 108 eren actives i 29 eren inactives. De les 108 persones actives 96 estaven ocupades (46 homes i 50 dones) i 12 estaven aturades (6 homes i 6 dones). De les 29 persones inactives 6 estaven jubilades, 7 estaven estudiant i 16 estaven classificades com a «altres inactius».

### Ingressos
El 2009 a Couvrelles hi havia 73 unitats fiscals que integraven 180 persones, la mediana anual d'ingressos fiscals per persona era de 17.317 €.

### Activitats econòmiques
Dels 7 establiments que hi havia el 2007, 1 era d'una empresa de construcció, 5 d'empreses de comerç i reparació d'automòbils i 1 d'una empresa immobiliària.
Dels 3 establiments de servei als particulars que hi havia el 2009, 2 eren tallers de reparació d'automòbils i de material agrícola i 1 paleta.
L'any 2000 a Couvrelles hi havia 3 explotacions agrícoles que ocupaven un total de 570 hectàrees.

## Equipaments sanitaris i escolars
```
Couvrelles
 disposava d'un liceu tecnològic amb 13 alumnes.
```

## Poblacions més properes
El següent diagrama mostra les poblacions més properes.